# 川茂村
川茂村（かわもむら）は、かつて新潟県佐渡郡にあった村。

## 地理
- 島嶼：佐渡島

## 沿革
- 1889年（明治22年）4月1日 - 町村制施行に伴い羽茂郡上川茂村、下川茂村、外山村、下黒山村、静平村が合併し、川茂村が発足。
- 1896年（明治29年）4月1日 - 郡の統合により佐渡郡に所属[1]。
- 1901年（明治34年）11月1日 - 村域を二分割し、次のように近隣自治体と合併して消滅。
  - 大字下黒山・静平 → 佐渡郡真野村、恋ヶ浦村、金丸村、新町と合併し真野村を新設。
  - 大字上川茂・下川茂・外山 → 佐渡郡赤泊村、真浦村、徳和村、三川村と合併し赤泊村を新設。